# Vánoční příběh (film, 2022)
Vánoční příběh je český film režisérky Ireny Pavláskové; ta se, rovněž spolu s Rudolfem Merknerem a Markem Matouškem, podílela na scénáři; za vznikem filmu stojí též producenti Petr Kutáč a David Blümel. Film se odehrává během Štědrého dne a podle slov režisérky jde o „příběh několika hrdinů různých věkových skupin, charakterů i temperamentů“. V hlavních rolích se vyskytuje Karel Roden, Máša Málková, Jana Plodková, Anna Fialová, Pavla Beretová, Jaroslav Plesl, Václav Neužil, Vladimír Polívka a Jiřina Bohdalová. V říjnu 2021 bylo oznámeno, že si ve filmu zahraje také francouzský herec Pierre Richard.
Vánoční příběh se natáčel na začátku roku 2021 v Praze, ale i v Jizerských horách. Premiéra snímku, představeného novinářům 22. listopadu 2022 v pražské Cinema City, byla původně naplánována na 25. listopadu 2021, ale kvůli covidové situaci postihující návštěvnost kin byla odložena na 24. listopad 2022.

## Obsazení
| Hynek Čermák             | Viktor                           |
| Jana Plodková            | Marcela                          |
| Vladimír Polívka         | lékař Petr                       |
| Anna Fialová             | Anička                           |
| Karel Roden              | politik Přemek Skála             |
| Jiřina Bohdalová         | Věra Skálová, Přemkova matka     |
| Darija Pavlovičová       | Přemkova dcera                   |
| Jana Bernášková          | galeristka a Přemkova přítelkyně |
| Pavla Beretová           | Lenka                            |
| Albert Čuba              | Lenčin manžel a majitel kavárny  |
| Jiří Lábus               | Pazderka                         |
| Jitka Sedláčková         | Pazderková                       |
| Jan Nedbal               | Jakub Pazderka                   |
| Oldřich Kaiser           | Standa                           |
| Máša Málková             | Diana, Standova dcera            |
| Jaroslav Plesl           | kněz Karel                       |
| Sara Sandeva             | chůva Romana                     |
| Václav Neužil            | Miloš                            |
| Adrian Gabaj             | David                            |
| Denisa Biskupová         | Natálka                          |
| Pavel Kříž               | taxikář Mirísek                  |
| Filip František Červenka | muzikant                         |
| Veronika Žilková         | matka lékaře Petra               |
| Zuska Velichová          | Servírka                         |
| Pierre Richard           | přítel Věry Skálové              |

## Recenze
- Mirka Spáčilová, MF DNES  60 %[8]
- Věra Míšková, Právo  50 %[9]